# Ligase
En ligase er et enzym, som katalyserer den kovalente sammenføjning af to substratmolekyler (koblingen kaldes også en "ligering"), sådan at der opstår en ny kemisk binding.
Da processen er energikrævende, sker den som regel under hydrolyse af ATP eller tilsvarende energiladet molekyle.

## Anvendelse
Ligaser er meget anvendte værktøjer indenfor biokemi og bioteknologi, da de kan bruges til at sammenføje to (eller flere) stykker DNA. Sammen med restriktionsenzymer, der kløver DNA på specifikke steder, udgør de en vigtig del af en biokemikers værktøjskasse.
Et eksempel på en ligase er T4 DNA ligase, der er oprenset fra en bakteriofag (en virus, der angriber bakterier).